# 鈴木聖美 with Rats&Star
鈴木聖美 with Rats&Star （すずききよみ・ウィズ・ラッツ・アンド・スター）は、歌手の鈴木聖美と音楽バンドのラッツ&スターで構成された音楽ユニット。デュエットソングが一般に周知されている。

## メンバー
- 鈴木聖美（すずききよみ、1952年7月20日 - ）
- ラッツ&スター
  - メンバーは、ラッツ&スターを参照。

## 概要
1987年、鈴木聖美の歌手デビューにあたり、プロデューサーである鈴木雅之がサポートのためにラッツ&スターのメンバーを招集。鈴木聖美はアマチュアのころからシャネルズのコンサートへ出演し、1982年発売の『もしかして I LOVE YOU.』では『シャネルズ＋1』のメンバーとしてレコーディングに参加していた。音楽番組出演時には、バラエティの仕事が増えていた田代まさしが不在となることが多かった。デュエットソングである『ロンリーチャップリン』『TAXI』は、現在でもカラオケの定番となっている。1996年、ラッツ&スターの再集結コンサートにおけるアンコールにて、数年ぶりに『ロンリーチャップリン』『もしかして I LOVE YOU.』をステージで披露している。

## 作品

### シングル
|     | 発売日         | タイトル             | B面（c/w）             | 最高位 （オリコン） | 形態   |
| --- | -------------- | -------------------- | ---------------------- | ------------------- | ------ |
| 1st | 1987年2月25日  | シンデレラ・リバティ | Darlin'                | 65位                | EP     |
| 2nd | 1987年7月1日   | ロンリーチャップリン | もしかして、I love you | 18位                | EP・CT |
| 3rd | 1987年11月21日 | TAXI                 | Jail House 天国        | 75位                | EP・CT |

### アルバム
|     | 発売日       | タイトル | 最高位 （オリコン） | 形態       |
| --- | ------------ | -------- | ------------------- | ---------- |
| 1st | 1987年5月2日 | WOMAN    | 10位                | LP・CT・CD |